# Horní Bezděkov (Bojanov)
Horní Bezděkov je malá vesnice a část městyse Bojanov v okrese Chrudim. Nachází se asi jeden kilometr jihozápadně od Bojanova. Prochází zde silnice II/337. Horní Bezděkov leží v katastrálním území Horní Bezděkov u Bojanova o rozloze 2,59 km². V katastrálním území Horní Bezděkov u Bojanova leží i Hořelec.

## Historie
První písemná zmínka o vesnici pochází z roku 1318.